# 吴庭瑞
吴庭瑞，安徽歙县人，是一名清朝政治人物。
吴庭瑞曾于1890年接替葛庆同任宝山县知县一职，1890年由陈玉斌接任。